# The Frighteners
The Frighteners är en nyzeeländsk-amerikansk skräckkomedi från 1996 i regi av Peter Jackson, som även skrivit filmens manus tillsammans med Fran Walsh. Jackson har också producerat filmen tillsammans med bland andra Robert Zemeckis. I huvudrollerna ses Michael J. Fox, Trini Alvarado, Peter Dobson, John Astin, Dee Wallace Stone, Jeffrey Combs, R. Lee Ermey och Jake Busey.

## Handling
Frank Bannister är en misslyckad spökjägare, tillika en rätt misslyckad person. Efter hans frus bortgång så har allting gått fel. En fördel har han dock, han kan faktiskt se och tala med personer från den andra sidan. Då en mystisk figur i skepnad av Döden själv dyker upp, så dras Frank in i ett fall som han inte klarar av på egen hand...

## Rollista i urval
- Michael J. Fox - Frank Bannister
- Trini Alvarado - Dr. Lucy Lynskey
- Peter Dobson - Ray Lynskey
- John Astin - domaren
- Dee Wallace - Patricia Ann Bradley
- Jeffrey Combs - Milton Dammers
- Jake Busey - Johnny Charles Bartlett
- R. Lee Ermey - Sergeant Hiles
- Chi McBride - Cyrus
- Jim Fyfe - Stuart
- Angela Bloomfield - Debra Bannister
- Troy Evans - Sheriff Walt Perry
- Julianna McCarthy - Mrs. Bradley
- Elizabeth Hawthorne - Magda Rees-Jones
- Peter Jackson - man med piercings (cameoroll)